# Георги Шоптраянов
Георги Димев Шоптраянов (на македонска литературна норма: Георги Шоптрајанов) е виден филолог от Социалистическа република Македония.

## Биография
Роден е на 2 февруари 1907 година в град Велес. Брат е на Тодор Шоптраянов. Завършва основно образование и гимназия в родния си град. Става председател на литературния кръжок „Нада“ още в гимназията. Там си сътрудничи заедно с писателя Кочо Рацин. През 1924 година става член на СКМЮ. В периода 1926 – 1930 учи във Философския факултет в Скопие. После основава литературния кръжок „Липик“ (съкратено от Литература, поезия и критика) и става негов председател.
На 4 май 1927 година още в първата си година на студент е избран за асистент. След като завършва започва да преподава френски език в множество градове на Кралска Югославия. През 1932 година получава стипендия от френското правителство да специализира френски език и литература в градове като Дижон, Женева и Париж. Изпратен от преподавателите си в Сорбоната на научноизследователски проучвания на епохата на френския хуманизъм и Ренесанс в Бургундия. Темата на доктората му е „Etienne Tabourot des Accords étude sur la vie et son oeuvre litéraire (1549 – 1590)“. На 14 юли 1939 година по негова инициатива и с помощта на Васил Антевски и Страхил Гигов се публикува „150 години от Френската революция“.
По време на Операция Ауфмарш 25 е мобилизиран във военна единица на югославските части, която е разбита на 6 април 1941 година. След това се завръща във Велес. След частичното освобождение на Вардарска Македония от България завършва в София специален курс по български книжовен език, за да продължи дейността си на професор. От юли 1942 година е пръв директор на новооснованата Народна библиотека в Скопие. По-късно е назначен за доцент в новосъздадения Скопски държавен университет „Цар Борис III – Обединител“.
Участва в първата езикова комисия на АСНОМ и на Второто заседание на АСНОМ. Продължава да е директор на Народната библиотека до 1946 година. Отделно основава катедрата по румънска филология към Философския факултет в Скопие и е професор по френски език и литература. Преподава във Франция в университетите в Безансон и Клермон-Феран. Член е на градската конференция на Социалистическия съюз на работническия народ на Македония (ССРНМ) и на главния комитет на ССНРМ. Председателства Дружеството на библиотекарите на Социалистическа република Македония, сдружението на учителите по чужди езици на СРМ. Отделно е дописен член на Академията на науките, изкуствата и литературата в Дижон, почетен член на Академията на науките, изкуствата и литературата в Безансон и други. Пише множество статии, книги и учебници. Награждаван е с отличията Рицар на легията на честта и Офицер на честта на Френската република през 1976 година.